# Bohinjsko
Bohinjsko (słoweń. Bohinjsko jezero) – morenowe jezioro w Słowenii, położone w gminie Bohinj i Parku Narodowym Triglav.